# سالی هملین
سالی هملین (انگلیسی: Sally Hamlin؛ ۲۳ دسامبر ۱۹۰۲ – ۴ ژوئیه ۱۹۸۷) یک هنرپیشه اهل ایالات متحده آمریکا بود. 